# Agnes Elisabeth Overbeck

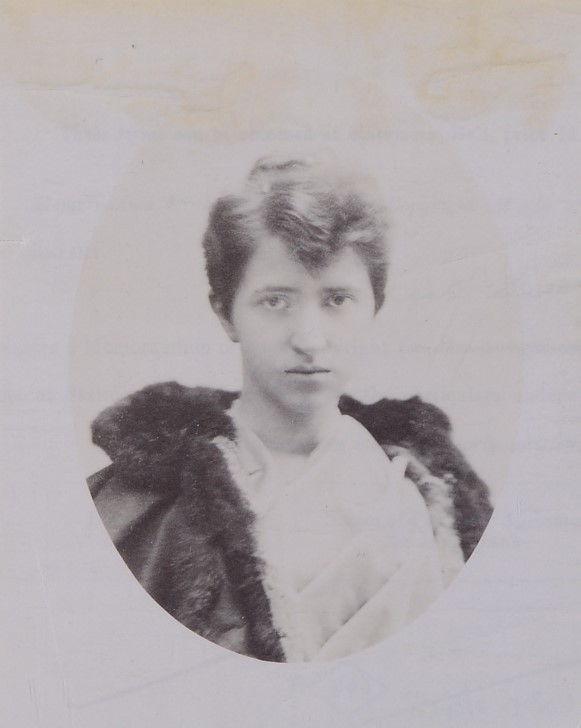
Ella Overbeck (1894)

Agnes Elisabeth Overbeck („E. Borisowitsch Lhwoff-Onégin“)

Agnes Elisabeth Overbeck, Pseudonyme Baroness Ella Overbeck und Baron Eugen Borisowitsch Lhwoff-Onégin, Spitzname Jimmy (* 10. Oktober 1870 in Düsseldorf; † 12. November 1919 in Stuttgart) war eine deutsche Komponistin und Pianistin. Ab 1906 lebte Overbeck nur noch in einer männlichen Identität unter dem Namen Baron Eugen Borisowitsch Onégin.

## Leben
Aufgrund der verschiedenen im Laufe ihres Lebens angenommenen Identitäten und Biographien gibt es in der Literatur unterschiedliche Angaben zum Leben und zur Herkunft von Overbeck.
Gesichert ist, dass sie die zweite Tochter des Fotografen (Carl Wilhelm) Gustav Overbeck (1827–1901) und dessen Frau Elise (Luise) Helene, geb. Thelen (1831–1904) war. Ihr Vater war Fotograf und betrieb, zeitweilig zusammen mit seinem bekannteren Bruder Arnold Overbeck, ein Fotoatelier in Düsseldorf. Damit war sie eine Urenkelin des Lübecker Bürgermeisters Christian Adolph Overbeck, eine Großnichte des Malers Friedrich Overbeck und eine Nichte des Archäologen Johannes Adolph Overbeck. Die Eltern gingen 1886 zunächst getrennte Wege, als Gustav von Düsseldorf nach Winkelsmühle bei Mettmann zog, wo er Fischzucht betrieb, während Luise im selben Jahr mit ihren Töchtern nach London zog.
Eine andere Version ihrer Herkunftsgeschichte, nach der sie in Russland von russischen Eltern geboren und als Kind nach England gebracht wurde, wo nach dem Tod ihrer Eltern eine wohlhabende Adoptivmutter für ihre Ausbildung gesorgt habe, widerspricht der britischen Volkszählung von 1891, die Ella Overbeck als im Londoner Stadtteil Kensington in einem gemeinsamen Haushalt mit ihren Eltern Gustavus und Louise Overbeck und ihrer Schwester Bertha Overbeck (1863–1928) lebend erfasst.
Belegt ist auch, dass sie eine Ausbildung am Londoner Royal College of Music erhielt und 1890 und 1891 bei Konzerten von Studierenden auftrat. Sie graduierte mit einem Diplom für Dirigierkunst, Orgelspiel, Klavierspiel und Komposition. Sie war Klavierbegleiterin von Clara Butt und von Schülern von Manuel Patricio Rodríguez García in London. In den 1890er Jahren freundete sie sich mit Edward Gordon Craig an und schrieb die Bühnenmusik für seine Adaptation von Alfred de Mussets On ne badine pas avec l’amour, die 1894 in Uxbridge aufgeführt wurde. Wegen ihrer androgynen Erscheinung und Vorliebe für Männerkleidung trug sie in dieser Zeit den Spitznamen Jimmy oder auch Jo. Craig porträtierte Overbeck 1902 disguised as a boy.
1898 lernte Overbeck in Taormina Sinaida Hippius kennen und begann mit ihr eine Affäre. Mit Hippius kam sie nach St. Petersburg, wo 1902/1903 Bühnenmusiken für das Alexandrinski-Theater (die Ouvertüre Antigone, Phedre und Danse russe) entstanden. Am 21. Februar 1904 gab es in East Stonehouse bei Plymouth eine Aufführung ihrer Petersburger Bühnenmusik, die Baroness Overbeck selbst dirigierte. Als „erste russische Komponistin, deren Werke in ihrer Heimat Aufmerksamkeit gefunden haben“, erregte sie einiges Aufsehen. Schon zu diesem Zeitpunkt gab Baroness Ella Overbeck an, mütterlicherseits von Fürst Alexei Fjodorowitsch Lwow abzustammen, dem Komponisten der russischen Nationalhymne Bosche, Zarja chrani! (Gott, schütze den Zaren!). 1906 komponierte sie die Musik zu einer Masque von Lady Alix Egerton, Tochter des 3. Earl of Ellesmere, The Princess and the Stranger. Italia Conti spielte die Hauptrolle in der Aufführung im Garten von Stafford House (heute Lancaster House), die ein gesellschaftliches Ereignis wurde.
Kurz darauf kehrte sie unter dem Namen „Baron Eugen Borisowitsch Onégin“ (auch „Baron Eugen Borisowitsch Lhwoff-Onégin“) nach Deutschland zurück und gab an, ein am 10. Oktober 1883 in St. Petersburg geborener Großneffe von Alexei Fjodorowitsch Lwow zu sein. Inwieweit Overbeck zu diesem Identitätswechsel durch Clara Butt angeregt wurde, die gerne Männerhosen trug und Zigarren rauchte, ist ungeklärt. Die Verwandlung war nach außen jedenfalls vollkommen. Onégin war verantwortlich für die stimmliche Ausbildung der damals jungen Liedkünstlerin und späteren Opernsängerin Sigrid Onégin, die seinerzeit noch unter ihrem bürgerlichen Namen Lilly Hoffmann auftrat. Onégin begleitete sie zugleich bei Auftritten am Klavier. Sie hatten sich bei einem Vorsingen am Spangenberg’schen Konservatorium, dem Vorläufer der heutigen Wiesbadener Musikakademie kennengelernt. Die beiden gingen eine Beziehung ein – „das ungleiche Paar, die fast stattliche Siebzehnjährige, die den um neunzehn Jahre Älteren fast um Haupteslänge überragt, und den zierlichen, fast überzarten Gefährten. … Sie wußte, daß die Menschen sich darüber wunderten, daß sie, die so viele Freier ausgeschlagen, sich nun einem Manne verbunden fühlte … Trotzdem Lilly von klein auf eine zärtliche Liebe zu Kindern hatte …, durfte sie jetzt nicht an sich denken.“ Am 25. Januar 1913 heiratete Baron Onégin Lilly Hoffmann in London. Die Mutter von Hoffmann hatte „ihre Abneigung gegen ihn noch nicht überwunden … Hier gab es nur eine Lösung, das Mädchen dem Willen der Mutter zu entziehen … Ohne die Mutter zu verständigen, fahren sie ab, lassen sich heimlich in London trauen.“ Von 1912 bis zu ihrem Tod 1919 lebte Onégin mit Hoffmann in Stuttgart, wo diese ein Engagement an der Oper hatte und nun unter dem Namen Sigrid Onégin auftrat. Während des Ersten Weltkriegs musste sich Onégin als angeblicher „russischer Mann“ vor der Obrigkeit verstecken, bis Onégin 1916 denunziert und verhaftet wurde. Angeblich aufgrund ihres Einflusses erreichte Sigrid Onégin die Freilassung. 1919 starb Onégin in Stuttgart, so die Todesanzeige, „nach langen, schweren Leiden im Alter von 36 Jahren“.

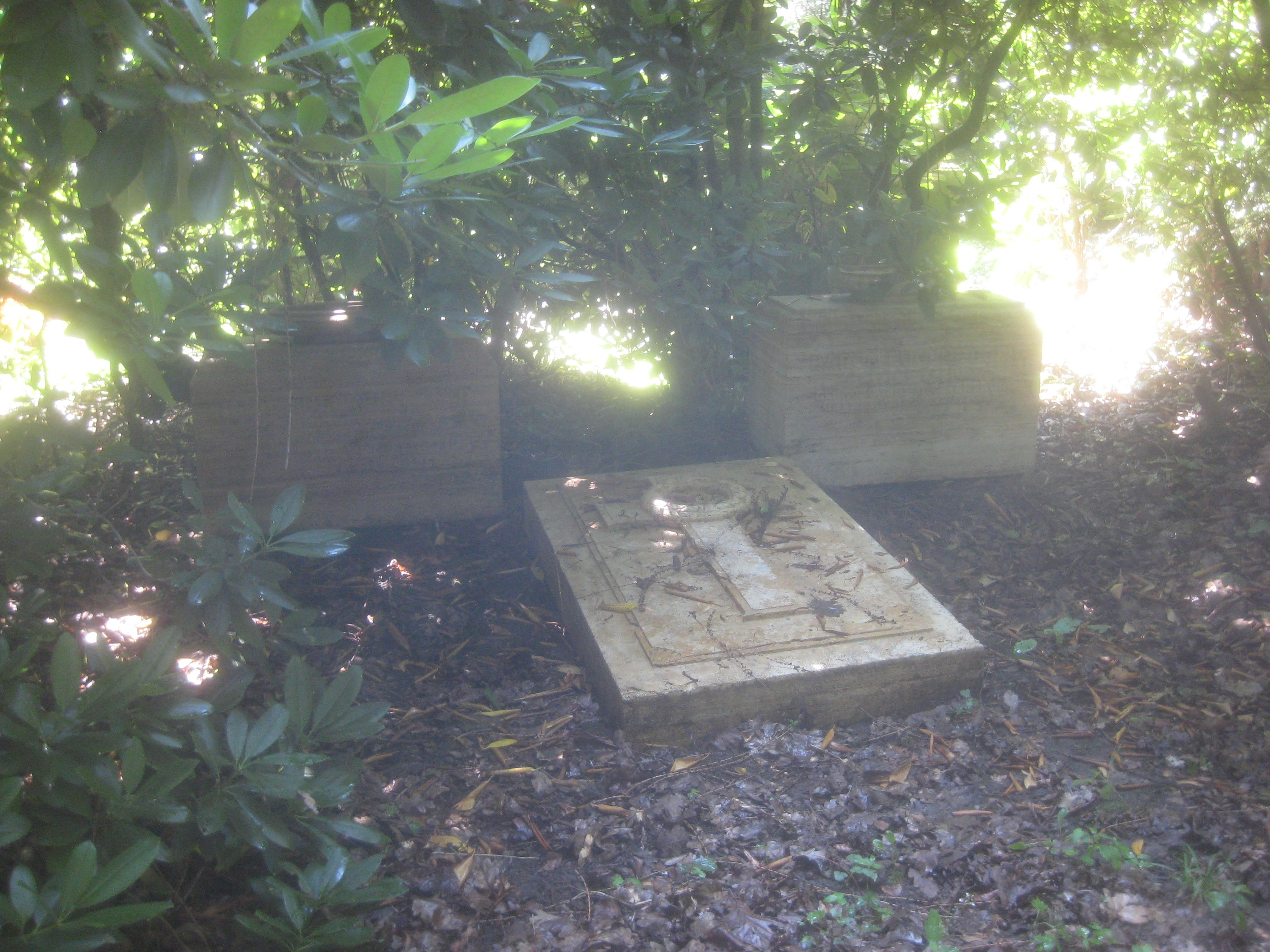
Grabstelle Hoffmann/Onegin (rechts), Waldfriedhof Stuttgart

Baron Eugene Boris Onegin erhielt ein bis heute erhaltenes Grab auf dem Waldfriedhof Stuttgart, neben dem später auch Sigrid Onégin beigesetzt wurde. Posthum erschien 1920 eine Vertonung von Heinrich Heines satirischem Gedicht Rote Pantoffeln.
Erhalten ist eine Aufnahme des von Onégin komponierten Ave Maria, gesungen von Sigrid Onégin.
Die ab 1906 stets durchgehaltene Identität als Onégin bis hin zum Grabstein, der Biographie Sigrid Onégins und Artikeln in Nachschlagewerken lässt darauf schließen, dass die ursprüngliche Identität von Onégin selbst bis nach dem Tod nie publik wurde. Erst gegen Ende des 20. Jahrhunderts wurde klar, dass es sich bei Ella Overbeck und Baron Eugen Borisowitsch Onégin um ein und dieselbe Person handelte.

## Werke
- Eleanore. Song, words by E. Mackay. London: C. Woolhouse, [1893]
- [Two Songs.] London : R. Cocks & Co, 1894.

I’ve wept in Dreams. Words by Heine.
A Slave Girl's Song. Words by C. Kingsley.
- Parted. Song, words by T. Hood. London : C. Woolhouse, [1893]
- Since my Love now loves me not. [Song.] Words by Heine, translated by F. Johnson. London : C. Woolhouse, [1893]
- Toi. Old French poetry. [Song.] London : C. Woolhouse, [1893]
- The Voice of the Beloved. [Song.] Poetry … from Marie Corelli's „Soul of Lilith“. London : C. Woolhouse, [1893]
- Four Lyrics. London : J. Williams 1903.

1. Les Sanglots longs. With long-drawn Sobs. French words P. Verlaine, English words M. C. Gillington.
2. Peu de Chose. Life’s a Bubble. French words L. de Montenaeken, English words M. C. Gillington.
3. Butterflies, from J. Davidson's adaptation of F. Coppée's „Pour la Couronne“.
4. Chanson d’Aspiration. Song of Aspiration. French words by E. Overbeck … English words by M. C. Gillington.
- Sonate pour piano et violon. London: Charles Woolhouse [o. J.]
- (als Eugen B. Onegin, posthum): Rote Pantoffeln: Gesangs-Suite im alten Stil. 1920